# Kamal Jafarov
Kamal Jafarov, né le 15 décembre 1989 à Bakou, est  membre du Parlement azerbaïdjanais et membre de l'Assemblée parlementaire du Conseil de l'Europe (APCE).

## Éducation
Kamal Jafarov est diplômé en droit de l'Université d'État de Bakou. Il est titulaire d'un LLM du King's College de Londres et d'une maîtrise de l'Académie internationale de lutte contre la corruption qui est la première organisation intergouvernementale internationale à proposer une maîtrise en études anti-corruption.
l est également diplômé d'un programme interdisciplinaire sur une «introduction au système juridique américain» du College Central de Texas , aux États-Unis.
Kamal Jafarov est un spécialiste international de la lutte contre le blanchiment d'argent (CAMS) de l'ACAMS.
Il a servi dans l'armée en 2013-2014.

## Carrière

### Service civil
En 2012-2013, il a travaillé comme conseiller au département des relations internationales de l'Agence nationale pour les services publics et les innovations sociales (service ASAN).
En 2014-2016, Kamal Jafarov s'est joint en tant que conseiller principal au Secrétariat de la Commission anticorruption de la République d'Azerbaïdjan. À ce poste, il travaillait également en tant que secrétaire du groupe de travail interinstitutions sur l'amélioration de la législation. Ses fonctions comprenaient la liaison avec les institutions gouvernementales impliquées dans les activités de lutte contre la corruption et les médias et la coordination des relations avec les institutions de la société civile et les partenaires internationaux.

### Parlement
Lors de l'élection parlementaire azerbaïdjanaise de 2020, Kamal Jafarov a été élu député de la circonscription de Sabirabad (n ° 63) pour le mandat de 2020-2025, représentant le Parti du Nouvel Azerbaïdjan.
Il est devenu membre de deux commissions de l'Assemblée nationale d'Azerbaïdjan (Milli Majlis): la commission des politiques juridiques et de la structuration de l'État et la commission de la défense, de la sécurité et de la lutte contre la corruption.

## Activités internationales

### Conseil de l'Europe
Il est vice-président de la délégation de l'Azerbaïdjan auprès du Conseil de l'Europe (CE). Il est membre à part entière de la commission des questions juridiques et des droits de l'homme et de la commission des migrations, des réfugiés et des personnes déplacées.
Depuis 2017, il dirige la délégation de l'Azerbaïdjan auprès du Groupe d'Etats contre la corruption du Conseil de l'Europe.

### Relations interparlementaires
Kamal Jafarov est le chef du groupe d'amitié interparlementaire Azerbaïdjan-Belgique et membre de plusieurs groupes de travail sur les relations interparlementaires avec la France, le Royaume-Uni, l'Italie, les États-Unis, la Hongrie, le Japon et l'Australie.